# Циньлин
Циньли́н (кит. трад. 秦嶺, упр. 秦岭, пиньинь Qin Ling) — горный хребет в Восточной Азии, расположен на территории Китая. Является восточным продолжением хребта Куньлунь. Тянется с запада на восток на 1000 км от юго-запада провинции Ганьсу в провинции Шэньси и Хэнань. Самая высокая точка — гора Тайбайшань (высота 3767 м). Кроме того, вершиной хребта является одна из священных гор даосизма — Хуашань.
По хребту проходит водораздел бассейнов главных рек Китая — Хуанхэ и Янцзы. Протекающая с севера от хребта река Вэйхэ отделяет Циньлин от Лёссового плато, а долина реки Ханьшуй с юга — от хребтов Мицаншань и Бадашань, за которыми лежит Сычуаньская котловина. Хребет состоит преимущественно из известняка и метаморфических сланцев. Западная часть прорезана глубокими ущельями, восточная состоит из четырёх отдельных отрогов. Имеется месторождение молибденовых руд.
У северных подножий хребта — города Сиань и Сяньян.

## Флора и фауна
По хребту проходит граница между сухими лёссовыми степями с севера и субтропическими лесами с юга. Эта граница продолжается далее на восток по горам Дабашань. На более крутых северных склонах Циньлина произрастают листопадные леса умеренного пояса: у подножья — дуб, вяз ореховое дерево, клён и ясень, выше доминируют хвойные. На вершинах встречаются лиственница и берёза; рододендрон и карликовый бамбук (Sasa nipponica) образуют плотный подлесок. На более пологих южных склонах произрастают субтропические смешанные леса с участием бамбука, камелий, магнолий. Встречается эндемик Abies chinensis. Для защиты некоторых видов (пихта великолепная, багряник, эвкоммия) организовано несколько резерватов: Тайбайшань, Фопин-Юэба и др.
На высотах 1300—3000 м обитает циньлинская панда, подвид большой панды, выделенный в 2005 году. Также в горах Циньлин обитает золотистая курносая обезьяна и такин.